# Département d'Ahuachapán
Ahuachapán est un département situé à l'ouest du Salvador. Sa capitale est Ahuachapán. 

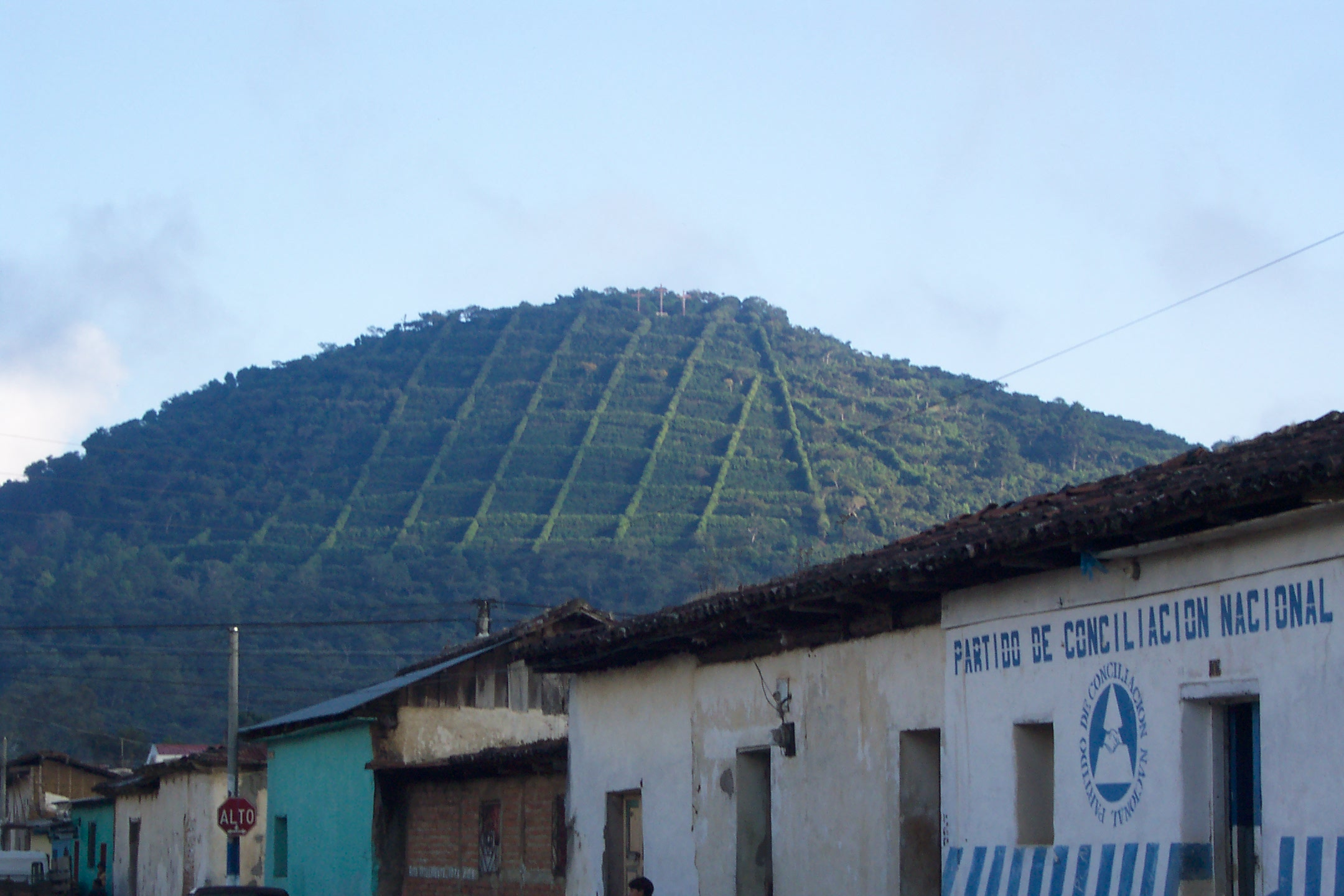

## Géographie
Le département d'Ahuachapán fait partie de la Zone Occidentale (en espagnol: Zona Occidental) qui correspond à l'une des quatre divisions géographiques du Salvador. La Zone Occidentale inclut les deux autres départements de Santa Ana et de Sonsonate.
Le département d'Ahuachapán est avec celui de Santa Ana l'un des deux à être frontalier avec le Guatemala, pays situé à l'ouest du Salvador. 
Le Río Paz délimite la frontière avec le Guatemala jusqu'à son embouchure dans l'océan Pacifique. 
Le département d'Ahuachapán dispose également d'une ouverture sur l'océan Pacifique dans sa partie méridionale.
Longeant parallèlement le littoral du Pacifique sur toute sa bordure méridionale se dresse la chaîne Apaneca-Ilamatepec où culmine le Cerro Grande de Apaneca.
Sa superficie est de 1 240 km2, pour une population d'environ 377 141 habitants.

## Histoire
Selon l'historien Jorge Larde y Larin, le peuplement de la région remonte aux Ve-VIe siècle par les indiens Pokomames.
Il devint un département du Salvador le 9 février 1869. En 1822, il fut le théâtre du premier affrontement armé entre la République et l'Empire Iturbide sur le Llano del Espino.
La principale activité économique est l'agriculture (café, fèves, canne à sucre, fruits, etc.).

## Municipalités
1. Ahuachapán
2. Apaneca
3. Atiquizaya
4. Concepción de Ataco
5. El Refugio
6. Guaymango
7. Jujutla
8. San Francisco Menéndez
9. San Lorenzo
10. San Pedro Puxtla
11. Tacuba
12. Turín